# 卡里尼亚诺圣母升天圣殿
圣母升天圣殿（Basilica di Santa Maria Assunta di Carignano）是一座罗马天主教宗座圣殿，位于意大利热那亚市中心旁山上的卡里尼亚诺住宅区，因此又名卡里尼亚诺圣母升天圣殿（Santa Maria Assunta di Carignano）。这是一座文艺复兴建筑。

## 历史
该堂由佩鲁贾建筑师阿莱西设计于1522年，这是一位热那亚贵族绍利的遗愿，他已在1481年离世。建造工程持续了50多年。1583年祝圣。圆顶是在1603年完成。在19世纪立面重建。
1951年，该堂升格为宗座圣殿。1999年，创作歌手法布里奇奥·德·安德烈的葬礼在此举行。

## 建筑
该堂为希腊十字平面，有四个相似的立面。在新古典主义风格的主立面，有五个圆顶和两个方形的钟楼（原设计有四个）。立面的两个雕像为克劳德·大卫的作品。

## 内部
内部装饰华丽，出自文艺复兴和巴洛克艺术家之手。